# Kodex 5 Elements
Kodex 5 Elements – siódmy album studyjny polskiego zespołu producenckiego White House. Wydawnictwo ukazało się 14 maja 2014 roku nakładem wytwórni muzycznej Hustla Music w dystrybucji CD-Contact. Wśród gości na płycie znaleźli się m.in. Pokahontaz, Grubson, donGURALesko, KęKę, Pih, Peja, WSRH, Trzeci Wymiar, Bonson, Kajman, Rena, Sobota, Mesajah, Tallib oraz Ten Typ Mes.
Materiał był promowany teledyskami do utworów "Firewall", "Pozostając sobą", "Carpe Diem", "Oczy Mona Lisy", "5-ty", "Posse Cut" oraz "Czarno na białym". 
Gdyby doliczyć raperów z wrocławskiej kolaboracji, którzy wystąpili w utworze Posse Cut, to łącznie na płycie Kodex 5, udzieliły się 83 osoby. Nagrania dotarły do 1. miejsca zestawienia OLiS i uzyskały status złotej płyty.

## Lista utworów
Opracowano na podstawie materiału źródłowego.
| CD 1 1. "Welcome to the White House" (scratche: DJ Eprom) - 0:58 2. "Oczy Mona Lisy" (gościnnie: Buszu, Sitek, donGURALesko, scratche: DJ Flip) - 4:24 3. "Pozostając sobą" (gościnnie: KęKę) - 3:50 4. "Wierny" (gościnnie: Paluch, scratche: DJ Eprom) - 3:33 5. "Czarno na białym" (gościnnie: Pih, WSRH, scratche: DJ Eprom) - 3:52 6. "Łowca" (gościnnie: Tau) - 3:37 7. "#DavidMoyes" (gościnnie: Bonson, Quebonafide, scratche: DJ Flip) - 3:02 8. "5-Ty" (gościnnie: Grubson, Pokahontaz) - 3:43 9. "Carpe Diem" (gościnnie: Siwers, VNM, W.E.N.A., scratche: DJ Eprom) - 3:41 10. "Sinusoida" (gościnnie: Gedz, HuczuHucz) - 4:48 11. "Już tego nie robię" (gościnnie: Kajman, Rena, Sobota) - 3:50 12. "Most Wanted" (gościnnie: Bezczel, Cira, Hukos, Jopel, Z.B.U.K.U, scratche: DJ Flip & DJ Perc) - 5:50 13. "Firewall" (gościnnie: Kroolik Underwood, Peja, Śliwa, scratche: DJ Eprom) - 4:12 14. "Konsekwentnie" (gościnnie: Aereka, Folku, Lou, scratche: DJ Chmielix) - 3:00 15. "Niepisany kodeks" (gościnnie: Mesajah, Sztoss, Tallib) - 3:22 16. "Nie ma szans" (gościnnie: Gruby Mielzky, Miuosh, Vienio) - 3:27 17. "Zrozum" (gościnnie: Kaen) - 3:01 18. "Projektuje sny" (gościnnie: Kuba Knap, Ten Typ Mes) - 4:23 19. "Kod bushido" (gościnnie: Trzeci Wymiar, scratche: DJ Flip) - 4:51 20. "To" (gościnnie: Marysia Starosta, Sokół) - 3:15 |  | CD 2 1. "Łowca" (DJ Creon RMX) 2. "5-Ty" (P.A.F.F Remix; gościnnie: Grubson, Pokahontaz) 3. "Firewall" (SoDrumatic Remix) 4. "Posse Cut" (scratche: DJ Qmak & DJ Lulek) 5. "Welcome to the White House" (utwór instrumentalny) 6. "Oczy Mona Lisy" (utwór instrumentalny) 7. "Pozostając sobą" (utwór instrumentalny) 8. "Wierny" (utwór instrumentalny) 9. "Czarno na białym" (utwór instrumentalny) 10. "Łowca" (utwór instrumentalny) 11. "#DavidMoyes" (utwór instrumentalny) 12. "5-Ty" (utwór instrumentalny) 13. "Carpe Diem" (utwór instrumentalny) 14. "Sinusoida" (utwór instrumentalny) 15. "Już tego nie robię" (utwór instrumentalny) 16. "Most Wanted" (utwór instrumentalny) 17. "Firewall" (utwór instrumentalny) 18. "Konsekwentnie" (utwór instrumentalny) 19. "Niepisany kodeks" (utwór instrumentalny) 20. "Nie ma szans" (utwór instrumentalny) 21. "Zrozum" (utwór instrumentalny) 22. "Projektuje Sny" (utwór instrumentalny) 23. "Kod bushido" (utwór instrumentalny) 24. "To" (utwór instrumentalny) |